# Crash Tag Team Racing
Crash Tag Team Racing är ett racing-/plattformsspel i Crash Bandicoot-serien till Playstation 2, Nintendo GameCube, Xbox och PlayStation Portable. En version till Nintendo DS var också planerad, men kom aldrig att släppas. Spelet utvecklades av Radical Entertainment och gavs ut av Sierra Entertainment. Crash Tag Team Racing är det tolfte spelet i Crash Bandicoot-serien och det tredje bilspelet.

## Handling
Spelet går ut på att rädda roboten Ebenezer Von Clutchs motorpark, kallad Von Cluch's MotorWorld. Crash måste få tag på alla Power Gems plus Ebenezer Von Clutch egna drivkälla, Black Power Gem, som har blivit stulna. När Crash får en Power Gem kommer han in i en ny temadel av parken. Totalt finns fem: ett mystiskt land (Mystery Island), ett sagoland (Happily Even Faster), ett dinosaurieland (Tyrannosaurus Wrecks), ett ökenland (Tomb Town) och ett rymdland (Astro Land). Om inte Crash hittar alla Power Gems, kommer parken behöva stängas. Crash har dock ett till problem. Han måste samla in alla Power Gems före sin motståndare, Doctor Neo Cortex.
I spelet får spelaren också köra banor med bilar för att samla ihop Wumpa Coins och Power Crystals, vilka används för att köpa nya bilar och kläder till figurerna. Spelet innehåller även några minigames (minispel), som exempelvis bowling och skytte. När spelaren går omkring i parken kan denne hitta nya racebanor, stuntbanor, arenor och genvägar till racebanorna.

## Gameplay (bil)
Spelaren kan köra vanliga race, stunttävlingar i vilka spelaren ska göra olika trick med bilen och på arenor, där två figurer delar bil och ska skjuta ned sina motståndare, en skjuter och en kör. Alla figurer har tre bilar var. En snabb, en hållbar (skadas inte lika mycket om den blir träffad av föremål), och en med bra väghållning.

### Vanliga race
Det finns totalt sexton banor, uppdelade i olika teman. I racen kan två bilar byggas ihop till en bil ("clashing") så att en kör och en skjuter. De kan sedan separeras igen (om de inte gör det räknas det som att de två förarna som satt ihop kommer på samma plats i mål).

### Stunt
Det finns totalt två stuntbanor i spelet. En i Happily Even Faster och en i Astro Land. Det går ut på att köra i olika hopp och göra trick för att få poäng. Den som får flest poäng vinner.

### Arenor
Det finns totalt två arenor. En på Mystery Island och en i Tyrannosaurus Wrecks. Där sitter två bilar ihop med varandra redan från starten och de kan inte separeras. Precis som i de vanliga racen kör en och skjuter en. Målet är att skjuta sönder motståndarnas bilar.

## Spelbara figurer
Spelbara figurer i racen:
- Crash Bandicoot
- Doctor Neo Cortex
- Pasadena
- Crunch Bandicoot
- Coco Bandicoot
- Nina Cortex
- N.Gin
- Ebenezer Von Cluch

## Små filmer
Ute i parken finns ett flertal gömda kortfilmer som bara är några sekunder långa. Den ena sorten heter Die-O-Ramas. I dem dör Crash på olika sätt. Den andra sorten heter Gags (skämt), i vilka Crash istället gör att någon annan dör. Dessa påverkar inte spelet på något sätt, utan när filmerna är slut kommer figurerna tillbaka till samma position som innan och Crash förlorar inga liv. Dessa filmer gör att spelet är det första i serien som inte är rekommenderat från tre år av PEGI, utan från sju.